# Casas de Miravete
Casas de Miravete ist ein spanischer Ort und eine Gemeinde (municipio) mit 112 Einwohnern (Stand: 2024) in der Provinz Cáceres in der Autonomen Gemeinschaft Extremadura.

## Lage und Klima
Casas de Miravete liegt im Osten der Provinz Cáceres in einer Höhe von ca. 710 m. Die Entfernung zur Hauptstadt Cáceres beträgt ca. 95 km (Fahrtstrecke) in westsüdwestlicher Richtung. Durch den Südosten der Gemeinde führt die Autovía A-5. Ein Teil der Gemeinde im Norden wird vom Stausee der Talsperre Valdecañas eingenommen. Das Klima ist meist warm und trocken; der Regen (706 mm/Jahr) fällt hauptsächlich im Winterhalbjahr.

## Bevölkerungsentwicklung
| Jahr      | 1970 | 1981 | 1991 | 2001 | 2011 | 2021 |
| Einwohner | 522  | 232  | 169  | 161  | 177  | 128  |

Die zunehmende Mechanisierung der Landwirtschaft, die Aufgabe bäuerlicher Kleinbetriebe („Höfesterben“) und die daraus resultierende Arbeitslosigkeit auf dem Land haben seit den 1950er Jahren zu einem deutlichen Rückgang der Einwohnerzahlen geführt.

## Sehenswürdigkeiten
- maurische Burgruine von Miravete
- Kirche Mariä Himmelfahrt (Iglesia de Nuestra Señora de la Asunción)

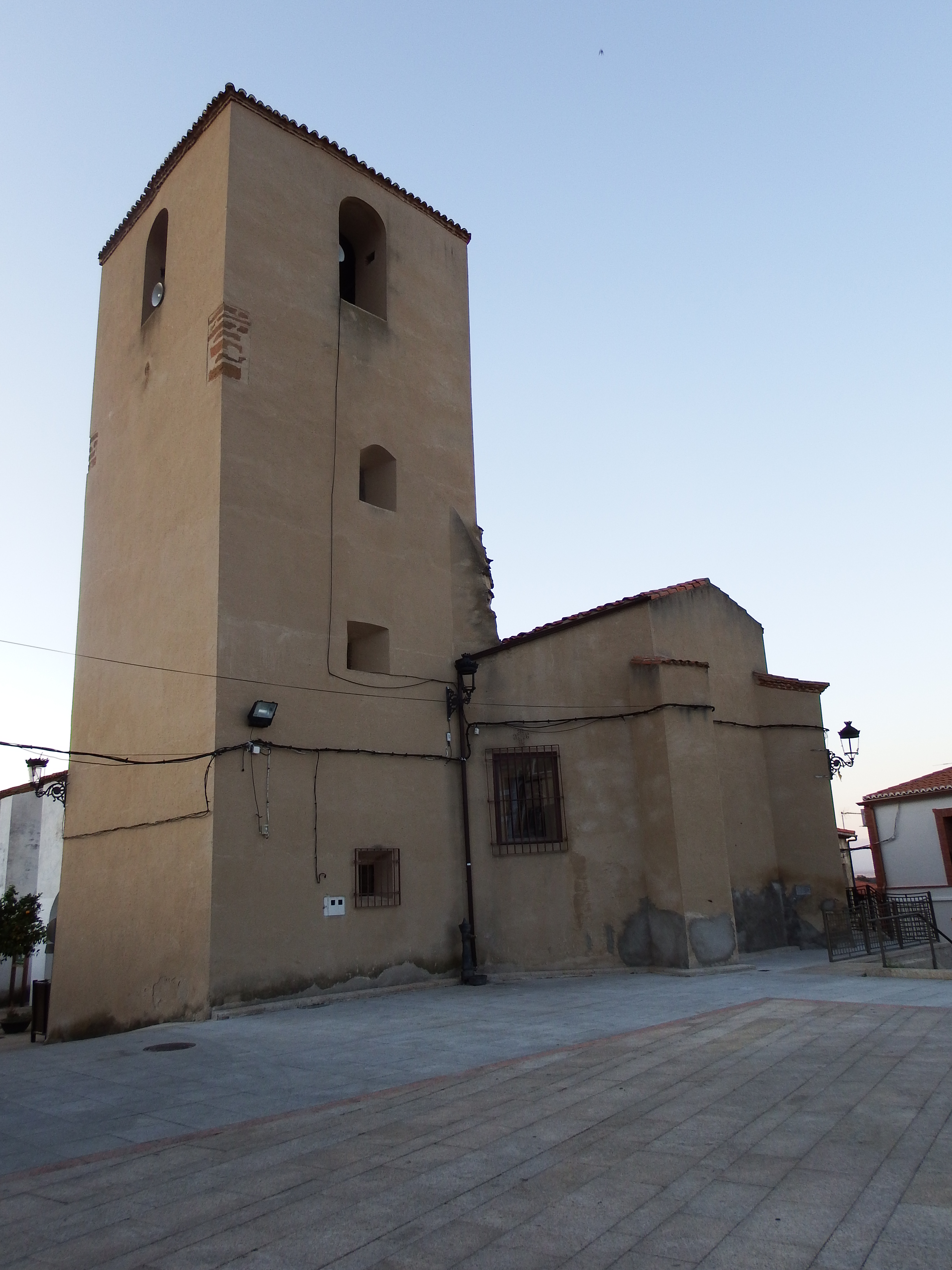
Kirche Mariä Himmelfahrt